# 酸土藓
酸土藓（学名：Oxystegus cylindricus）为丛藓科酸土藓属下的一个种。